# Adejeania corpulenta
Adejeania corpulenta är en tvåvingeart som först beskrevs av Christian Rudolph Wilhelm Wiedemann 1830.  Adejeania corpulenta ingår i släktet Adejeania och familjen parasitflugor. Inga underarter finns listade i Catalogue of Life.